# Marmaduke (Arkansas)
Pour les articles homonymes, voir Marmaduke (homonymie).
La ville de Marmaduke est située dans le comté de Greene, dans l’État de l’Arkansas, aux États-Unis. Sa population s’élevait à 1 111 habitants lors du recensement de 2010, estimée à 1 242 habitants en 2017.

## Démographie
| Groupe          | Marmaduke | Arkansas | États-Unis |
| --------------- | --------- | -------- | ---------- |
| Blancs          | 97,8      | 77,0     | 72,4       |
| Métis           | 1,7       | 2,0      | 2,9        |
| Autres          | 0,3       | 19,0     | 19,0       |
| Asio-Américains | 0,1       | 1,2      | 4,8        |
| Amérindiens     | 0,1       | 0,8      | 0,9        |
| Total           | 100,0     | 100,0    | 100,0      |
|                 |           |          |            |
| Hispaniques     | 1,7       | 6,4      | 16,7       |

Selon l'American Community Survey, pour la période 2011-2015, 98,25 % de la population âgée de plus de 5 ans déclare parler l'anglais à la maison alors 0,47 % déclare parler l’espagnol et 0,28 % une autre langue.
| 1910 | 1920 | 1930 | 1940 | 1950 | 1960 |
| ---- | ---- | ---- | ---- | ---- | ---- |
| 780  | 861  | 894  | 677  | 643  | 657  |

| 1970 | 1980  | 1990  | 2000  | 2010  | - |
| ---- | ----- | ----- | ----- | ----- | - |
| 821  | 1 168 | 1 164 | 1 158 | 1 111 | - |

## Source
- (en) Cet article est partiellement ou en totalité issu de l’article de Wikipédia en anglais intitulé « Marmaduke, Arkansas » (voir la liste des auteurs).

1. ↑  (en) « Marmaduke, AR Population - Census 2010 and 2000 », sur censusviewer.com.
2. ↑  (en) « Population of Arkansas - Census 2010 and 2000 », sur censusviewer.com.
3. ↑  (en) « Language spoken at home by ability to speak English for the population 5 years and over », sur factfinder.census.gov.
4. ↑  « Statistiques des États-Unis - Arizona - Profils des communautés de 2010 » (consulté en novembre 2020)